# Liste der Mitglieder der American Academy of Arts and Sciences/1862
Im Jahr 1862 wählte die American Academy of Arts and Sciences 10 Personen zu ihren Mitgliedern.

## Neugewählte Mitglieder
- Alexander Emmanuel Rodolph Agassiz (1835–1910)
- William Pitt Greenwood Bartlett (1837–1865)
- Alvan Clark (1804–1887)
- John Dean (1831–1888)
- William Fairbairn (1789–1874)
- John Bernard Fitzpatrick (1812–1866)
- Hubert Anson Newton (1830–1896)
- James Mills Peirce (1834–1906)
- George Mary Searle (1839–1918)
- Cyrus Moors Warren (1824–1891)